# Srní Potok

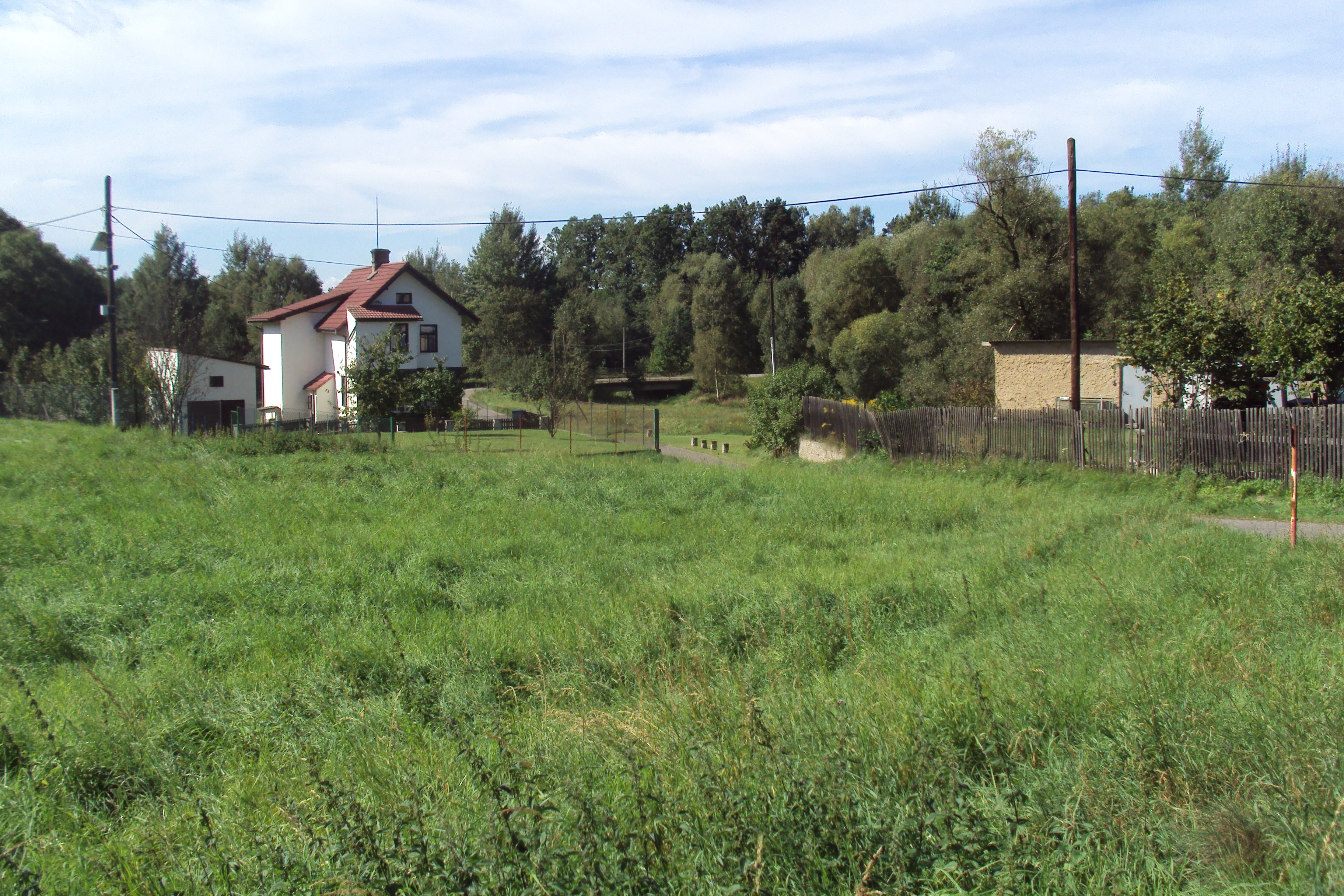
Ortsansicht

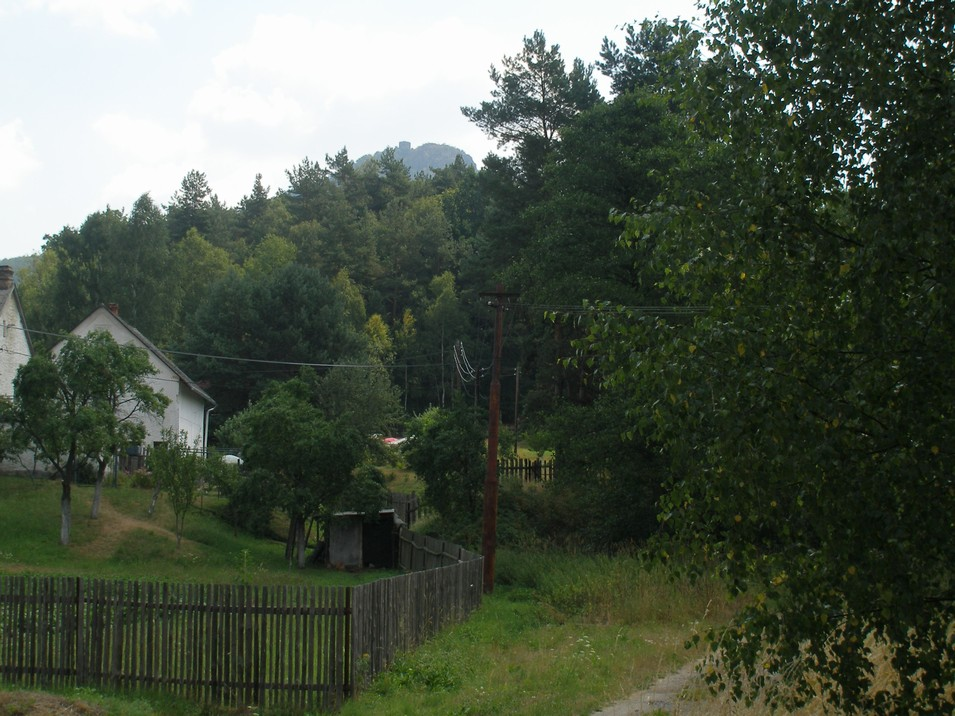
Ortsansicht, im Hintergrund der Ralsko

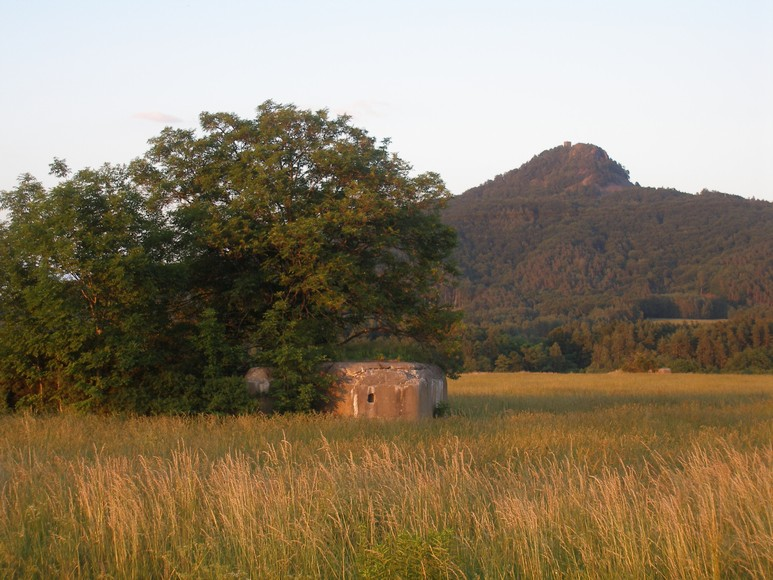
Bunker des Tschechoslowakischen Walls am Ralsko bei Srní Potok

Srní Potok (deutsch Rehwasser) ist ein Ortsteil der Stadt Mimoň in Tschechien. Er liegt zweieinhalb Kilometer nordöstlich des Stadtzentrums von Mimoň und gehört zum Okres Česká Lípa.

## Geographie
Die Siedlung Srní Potok befindet sich am westlichen Fuße des Ralsko (Rollberg, 696 m) in der Ralská pahorkatina (Rollberg-Hügelland). Der Ort liegt auf einer Terrasse aus Sandsteinfelsen linksseitig der Ploučnice. Nördlich erhebt sich der Tlustec (Tölzberg, 591 m), im Nordosten die Lipka (Limberg, 473 m), südwestlich der Liščí vrch (Fuchsberg, 321 m) sowie im Westen der Strážný (Wachberg, 362 m) und der Kamenický kopec (Kamnitzberg, 436 m). Durch Srní Potok ziehen sich zwei Bunkerlinien des Tschechoslowakischen Walls.
Nachbarorte sind Noviny pod Ralskem im Norden, Malé Ralsko und Stráž pod Ralskem im Nordosten, Velké Ralsko im Osten, Vranov und die Wüstung Svébořice im Südosten, Mimoň im Süden, Pertoltice pod Ralskem im Westen sowie Velký Grunov, Hlemýždí und Jáchymov im Nordwesten.

## Geschichte
Der Ort wurde um 1575 durch den Besitzer der Burg Děvín, Karl von Bieberstein gegründet. Die erste schriftliche Erwähnung des zur Burgherrschaft Děvín gehörigen Dorfes Neuendorff am Rehewasser erfolgte im Jahre 1578. Zu dieser Zeit hieß der Lauf der Ploučnice oberhalb von Mimoň Rehwasser.
Beim Verkauf der Herrschaft Niemes bzw. Děvín im Jahre 1601 an Karl Masanetz von Frimburg wurde der Ort als nowau wes v potoka Srniho jinak (ansonsten) Neydorff Riehewaser aufgeführt. Der tschechische Name ist für lange Zeit letztmals 1613 in der Schreibweise ves Srnowau bei einem weiteren Verkauf der Herrschaft in der Landtafel zu finden. 1623 verpfändete die Hofkammer die Herrschaft an Johann Zeidler genannt Hofmann, der sie drei Jahre später auch erblich erhielt. 1651 verkauften die Zeidlern von Berbisdorf die Herrschaft an Johann Putz zu Adlersthurn. Von Adlersthurns Erbin ging die Herrschaft 1705 durch Heirat an die Grafen von Hartig über. Im Jahre 1720 wurde das Dorf als Röhdörfl und 1790 als Röhwasser bezeichnet.
Im Jahre 1832 bestand das am Langen Wasser (Ploučnice) gelegene Dorf Rehwasser, auch Röhwasser genannt, aus 10 Häusern mit 51 deutschsprachigen Einwohnern. Pfarrort war Niemes. Bis zur Mitte des 19. Jahrhunderts blieb Rehwasser der Allodialherrschaft Niemes untertänig.
Nach der Aufhebung der Patrimonialherrschaften bildete Rehwasser / Srní Potok ab 1850 einen Ortsteil der Stadt Niemes im Bunzlauer Kreis und Gerichtsbezirk Niemes. Ab 1868 gehörte Rehwasser zum Bezirk Böhmisch Leipa. Seit 1883 war Rehwasser ein Ortsteil der Gemeinde Rabendorf. Im Jahre 1903 bestand Rehwasser aus neun Häusern, in denen 51 Personen lebten. 1906 eröffnete Adolf Leppin am südlichen Ortsausgang ein Naturheim mit Luftbad und Gasthaus sowie einem hölzernen Aussichtsturm. Leppins Naturheim hatte nur kurzen Bestand, es wurde während des Ersten Weltkrieges geschlossen.
Im Sommer 1938 erfolgte bei Rehwasser der Bau von Bunkern der Libocher Linie (Liběchovská příčka) des Tschechoslowakischen Walls. Nach dem Münchner Abkommen erfolgte 1938 die Angliederung an das Deutsche Reich; zunächst gehörte Rehwasser zum Landkreis Böhmisch Leipa und ab dem 1. Mai 1939 zum Landkreis Deutsch Gabel. Nach dem Ende des Zweiten Weltkrieges kam Srní Potok zur Tschechoslowakei zurück. In den Jahren 1946 und 1947 wurden die meisten deutschböhmischen Bewohner vertrieben. 1960 wurde Srní Potok zusammen mit Vranov nach Mimoň eingemeindet. 1991 hatte Srní Potok 14 Einwohner. Im Jahre 2001 bestand das Dorf aus sechs Wohnhäusern, in denen wiederum 14 Menschen lebten. Insgesamt besteht der Ort aus sieben Häusern.

## Ortsgliederung
Der Ortsteil Srní Potok ist Teil des Katastralbezirkes Vranov pod Ralskem.

## Sehenswürdigkeiten
- Nischenkapelle am Sandsteinbruch
- Berg Ralsko mit Ruine der gleichnamigen Burg
- Sandsteinfelsen